# Zgodovinska tovarna kartona v Verli
Verla pri Jaali, Kouvola, Finska, je dobro ohranjena mlinarska vas iz 19. stoletja. Mlin, bližnje elektrarne in stanovanjske hiše, ki ležijo ob severni reki Kymi, so bili leta 1996 vpisani na Unescov seznam svetovne dediščine zaradi pričevanja o lesni industriji v 19. stoletju in življenju industrijskih delavcev tistega časa.

## Opis dediščine
Verla je tipičen primer vasi z mlini za predelavo lesa s konca 19. stoletja. Rezidenca lastnika mlina, zgrajena iz lesa, in okoliški park sta na zahodni strani reke skupaj s tovarniškimi poslopji, delavske hiše pa so razporejene v pravilnem vzorcu na vzhodni strani. Večina tovarniških stavb je zgrajenih iz rdeče opeke in kljub nekoliko zastarelemu neogotskemu slogu so bile za tisti čas tehnološko napredne. Sem spadajo mlin, sušilnica, mlin za moko in nekaj skladišč. Ob reki so tri elektrarne, zgrajene v 1920-ih, 1954 in 1995. Na vzhodni strani reke so našli prazgodovinske kamnine (stare približno 6000 let), ki prikazujejo lose, ljudi in geometrijske vzorce z rdečim črnilom.

## Tovarna kartona Verla
Tovarniško naselje je v prvotnem stanju s preloma 19. in 20. stoletja. Stoletju ohranjeno. Osrednji del je tovarna papirja, kjer so izdelovali celulozni karton.
Na območju tovarne je od leta 1872 obstajal mlin za les, ki je izkoriščal naravno energijo brzic Verla med jezeroma Suolajärvi in Iso-Kamponen. Ta tovarna je leta 1874 pogorela.
Leta 1882 je avstrijski inženir in proizvajalec papirja Gottlieb Kreidl (1850–1908) na istem mestu zgradil novo tovarno. Zasnoval in zgradil jo je nemško-finski arhitekt Carl Eduard Dippell (1855–1912) iz Viipurija. Tik ob tovarni še danes stoji reprezentativna rezidenca Georga Kreidla, ki jo je prav tako projektiral Dippell.
Kreidl je bil tudi predan svojim delavcem. Tako so jih sprejeli v 1880-ih na zdravljenje in zdravila na stroške podjetja. Leta 1892 je bila ustanovljena zdravstvena in pogrebna blagajna, leto kasneje pa še pokojninska blagajna. V začetku 20. stoletja je tovarna že imela svojo negovalko.
Tovarnar se je zanimal tudi za izobraževanje vaščanov; leta 1890 je ustanovil brezplačno osnovno šolo za verlanske otroke.
Tovarno so zaprli 18. julija 1964, ko se je upokojil zadnji delavec. Ta zadnji dan je bil posnet dokumentarni film, ki ga danes predvajajo v muzeju.
Tik ob stari tovarniški stavbi je leta 1995 začela obratovati sodobna hidroelektrarna, ki se arhitekturno zelo navezuje na tovarniško.
Večina stavb v mlinarski vasi je iz začetka 20. stoletja (1885–1902).

## Muzej
Po zaprtju je bila zgodovinska papirnica spremenjena v muzej kartonske tehnologije, ki so ga odprli leta 1972. Zgodovinski stroji so bili ohranjeni na svojih mestih (razen nekaj kosov, prinesenih iz drugih stavb). Voden ogled mlina sledi tehnološkemu procesu od razreza lesa in proizvodnje celuloze do sušenja plošč, sortiranja in pakiranja.
- Muzej
- Stroj za lupljenje
- Brusilnik (stroj za proizvodnjo lesa
- Polena v brusilniku
- Sušenje desk v podstrešju za zimsko sušenje
- Peč za sušenje desk na podstrešju za zimsko sušenje
- Kalander brez povezave
- Umeritvena tehtnica plošče